# Josef Benáček
Josef Benáček (7. července 1925, Olomouc-Bělidla – 20. dubna 2006, Collevalenza, Itálie) byl český římskokatolický kněz působící v exilu, esejista, básník a papežský prelát.

## Život
Po studiích v Římě přijal 4. března 1950 kněžské svěcení v bazilice sv. Jana v Lateránu. Při návratu do vlasti mu však komunistické úřady zabavily cestovní pas a zakázaly vstup do Československa, a proto se usadil v Itálii a od roku 1951 působil jako farní vikář v různých farnostech v severním Tyrolsku. Na podzim 1955 začal vyučovat v kněžském semináři v Assisi. Vedle toho se významně podílel na ediční činnosti Křesťanské akademie, přispíval svými články a básněmi do jí vydávaných časopisů a z němčiny do češtiny přeložil básnickou sbírku od Gertrudy von Le Fort 'Hymny na církev'.
Od července 1971 pracoval ve vatikánské Kongregaci pro katolickou výchovu, a to nejprve jako knihovník a archivář, od roku 1990 pak jako vedoucí oddělení pro katolické školy. Dne 10. března 1981 jej papež Jan Pavel II. jmenoval prelátem Jeho Svatosti.
Teprve po listopadu 1989 se Josef Benáček mohl ve své vlasti setkat se svou jedinou žijící sestrou, jeho rodiče a další příbuzní již mezitím zemřeli. V roce 1995 odešel na odpočinek a roku 2005 se odstěhoval do kněžského domova v Collevalenze, kde později také zemřel. V posledních letech svého života trpěl zdravotními problémy, v jejichž důsledku přišel o levé oko. Byl pohřben do hrobky patřící Papežské koleji Nepomucenum na římském hřbitově Campo Verano.